# أحمد ولد عبد القادر
أحمدُّ ولد عبد القادر شاعر وروائي وباحث موريتاني (مولود عام 1941) ينحدر من بادية مدينة بوتلميت الواقعة على بُعد 150 كلم شرق العاصمة نواكشوط، بولاية الترارزة في الجنوب الغربي الموريتاني، وقد نشأ في بيئة تشتهر بالشعر وعلوم اللغة العربية والشريعة الإسلامية.
درس في محاضرها والتحق متأخرا بالتعليم النظامي ثم زاول التدريس في المدارس الحكومية بالتعليم الابتدائي من عام 1965 إلى 1971. ويعد من أبرز رواد الشعر الحديث في موريتانيا، وأحد الأدباء الذين جمعوا بين الإبداع الشعري والرواية. نالت قضايا الوطن العربي والفلسطيني بشكل خاص حيزا كبيرا في شعره.

## التاريخ
درس في الكتاب ما بين 1946 إلي 1954، تعلم القرآن ودرس بعض الدواوين الجاهلية، درس في معهد الدراسات الإسلامية في بوتلميت في الفترة 1962-1965. عمل باحثًا بالمعهد الموريتاني للبحث العلمي في الآثار والمخطوطات من عام 1976 إلى عام 1984. وأصبح مستشاراً للرئيس ما بين عام 1985 – 1986. من مؤسسي حركة القوميين العرب في موريتانيا في ستينيات القرن المنصرم قبل أن يتحول إلي التيار اليساري مع جورج حبش إثر هزيمة 1967. شارك في تحرير جريدة موريتانيا الفتاة وهي أول جريدة للقوميين العرب بموريتانيا. كما عمل محرراً في نشرية صحيفة المظلوم السرية التي كانت تصدرها الحركة الوطنية الديمقراطية في بدايات السبعينيات. وهو عضو لجنة القيادة المحلية لحركة القوميين العرب عام 1966. دخل السجن السياسي ثلاث مرات في الستينيات والسبعينيات.
عضو اتحاد المؤرخين العرب وله حضور بارز في المشاهد الثقافية العربية في العراق والشام والخليج. ترأس منتدى المعرفة، وكان أمين عام اتحاد الأدباء الموريتانيين بين أواخر السبعينيات وأوائل الثمانينيات.

## أعماله

### روايات
- الأسماء المتغيرة، 1981
- القبر المجهول، 1984
- العيون الشاخصة، 1999

### دواوين
- أصداء الرمال (ديوان شعر)، بيروت، 1981
- كوابيس  (ديوان شعر)، المغرب، 2000
- المجموعة الشعرية (ديوان شعري)، لبنان، 2014